# Mercedes-Benz R 170
Der Mercedes-Benz R 170 ist ein zweisitziger Roadster aus der ersten SLK-Baureihe, der von Herbst 1996 bis Anfang 2004 produziert wurde. Er war das erste Cabriolet von Mercedes-Benz, das mit einem festen, klappbaren Stahldach ausgerüstet wurde. Dieses klappbare Stahldach, auch Retractable Hardtop bzw. Vario-Dach genannt, verschwindet vollständig und automatisch im Kofferraum des Fahrzeugs.
Da es aus Stahl gefertigt ist, vereint es die Vorzüge eines Hardtops und die Flexibilität eines Faltverdecks. Dadurch wird der SLK sowohl zum Roadster als auch zum Coupé. Das Vario-Dach klappt in der Modellreihe R 170 innerhalb von 25 Sekunden aus dem Kofferraum. Dadurch verringert sich der Kofferraum bei geöffnetem Dach von 348 auf 145 Liter. Hersteller des Hardtops war das Unternehmen Car Top Systems.
Insgesamt wurden 311.222 Stück des R 170 gebaut, womit er vor dem Mazda MX-5 der meistverkaufte Roadster Deutschlands ist.

## Modellgeschichte
| Sterne im Euro-NCAP-Crashtest | Vier Sterne im Euro-NCAP-Crashtest |

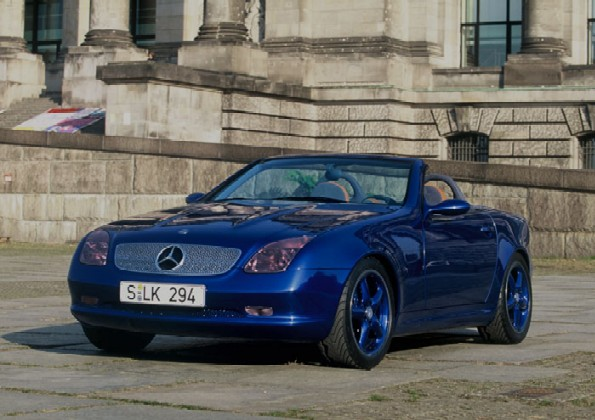
Studie SLK II von 1994

Der Roadster basiert technisch auf der C-Klasse (Baureihe 202) und hat einen vorn längs eingebauten Reihen- oder V-Motor und Hinterradantrieb. Zum Fahrwerk gehören Einzelradaufhängungen der Vorderräder mit Doppelquerlenkerachse und Schraubenfedern, der Hinterräder mit fünf separaten Lenkern, hydraulisch betätigte Scheibenbremsen an allen Rädern und eine servounterstützte Kugelumlauflenkung. Die selbsttragende Karosserie besteht aus Stahlblech.
Das Fahrzeug wurde im Februar 2000 einer Modellpflege unterzogen. Mercedes-Benz änderte das Aussehen und bot andere neue Motoren an. Der kleinste Motor mit zwei Litern Hubraum wurde mit einem Kompressor leistungsmäßig aufgerüstet. Zum ersten Mal war auch ein Sechszylinder-Motor in der SLK-Baureihe erhältlich. Der Motor des SLK 320 entspricht dem aus anderen Baureihen bekannten 3,2-Liter-Sechszylinder-V-Motor mit drei Ventilen pro Zylinder und Doppelzündung. Erstmals konnte dieser Motor mit einem manuell zu schaltenden Getriebe gewählt werden. In allen anderen Baureihen war das Automatikgetriebe serienmäßig. Stärkster SLK ist der SLK 32 AMG mit 260 kW (354 PS).
Mit der Modellpflege („Mopf“) wurde das Elektronische Stabilitätsprogramm und das manuell geschaltete Sechsganggetriebe in allen Modellen serienmäßig eingeführt. Bei der Innenausstattung wurden höherwertige Materialien verwendet.
Äußerlich ist der modellgepflegte SLK durch in Wagenfarbe lackierte Schweller und Schürzen, durch die Blinker im Spiegelgehäuse sowie das mittig sitzende Kofferraumschloss in der Griffmulde zu erkennen. Modelle mit dem V6-Motor unterscheiden sich durch zusätzliche Einsätze im Lufteinlass der Frontstoßstange, die optisch an ein V angelehnt sind, minimal von den Modellen mit dem Vierzylindermotor. Alle Modelle waren optional (beim SLK 32 AMG serienmäßig) auch mit dem Paket Styling AMG, bestehend aus Frontschürze, Seitenschwellerverkleidungen und Heckschürze erhältlich, dessen Design sich im Zuge der Modellpflege ebenfalls änderte.
Im Frühjahr 2004 wurde er durch den Mercedes-Benz R 171 abgelöst. Auf Basis des R 170 wurde bis Ende 2007 auch der Chrysler Crossfire bei Karmann in Osnabrück produziert.

## Sondermodelle

### Special Edition
Das SLK-Sondermodell Special Edition war ab 29. Februar 2002 verfügbar.

Äußerlich zu erkennen ist dieses Modell an den Plaketten am Kotflügel vorn rechts und links mit der Aufschrift SLK Special Edition und den Leichtmetallrädern in der Größe 7 J x 17 ET 37 mit Reifen 225/45 R 17 inkl. der Nabenabdeckungen "Lorbeerplakette-blau". Für dieses Modell waren alle Serienlackierungen erhältlich.
Ausstattungsmerkmale innen sind die Polsterung in Leder Nappa schwarz und perforiertem Sitzspiegel mit silbernem Unterzug inkl. einer Sitzheizung. Der Innenhimmel hat die Ausführung Quarz. Abgerundet wird das Interieur durch die Aluminium gebürstete Abdeckung der Mittelkonsole, Schaltkulissenrahmen und Türzierelemente sowie einen Schalt-/Wählhebel mit Chromeinlage inkl. Logo. Die schwarzen Fußmatten sind silber umkettelt und haben eine Aluminium-Plakette mit Mercedes-Benz Schriftzug.

### Final Edition
Das SLK-Sondermodell Final Edition war ab 24. Februar 2003 verfügbar.

Äußerlich zu erkennen ist dieses Modell an den Plaketten am Kotflügel vorn rechts und links mit der Aufschrift SLK Final Edition, den Leichtmetallrädern im 5-Doppelspeichen-Design vorn in der Größe 7 J x 16 ET 37 mit Reifen 205/55 R 16 und hinten 8 J x 16 ET 30 mit Reifen 225/50 R 16, dem Kühlergrill in Chromsilber metallic lackiert, Zierstäben an der A-Säule und am Hardtop in Alu hochglanz poliert sowie einer Zierleiste am Heckdeckel in Kunststoff verchromt.
Ausstattungsmerkmale innen sind die Polsterung in Leder Nappa schwarz oder Nappa classic-rot in Pfeifenoptik ohne Perforation inkl. einer Sitzheizung. Auch die Überrollbügel und die Türverkleidung sind in Leder Nappa schwarz oder classic-rot verkleidet. Der Innenhimmel hat die Ausführung Quarz. Abgerundet wird das Interieur durch die Aluminium quergebürstete Abdeckung der Mittelkonsole, Schaltkulissenrahmen und Türzierelemente sowie einen Schalt-/Wählhebel mit Chromeinlage inkl. Logo. Die schwarzen Fußmatten sind chrom/rot umkettelt und haben eine Aluminium-Plakette mit Mercedes-Benz Schriftzug.

## Technische Daten
|                                            | SLK 200                                  | SLK 200 Kompressor (1)               | SLK 200 Kompressor                       | SLK 230 Kompressor                       | SLK 230 Kompressor                       | SLK 320                                  | SLK 32 AMG                           |
| ------------------------------------------ | ---------------------------------------- | ------------------------------------ | ---------------------------------------- | ---------------------------------------- | ---------------------------------------- | ---------------------------------------- | ------------------------------------ |
| Bauzeitraum                                | 1996–2000                                | 1996–2000                            | 2000–2004                                | 1996–2000                                | 2000–2004                                | 2000–2004                                | 2000–2004                            |
| Motorbezeichnung * (Baumuster)             | M 111 E 20 (M111.946)                    | M 111 E 20 ML (M111.943)             | M 111 E 20 ML EVO (M111.958)             | M 111 E 23 ML (M111.973)                 | M 111 E 23 ML EVO (M111.983)             | M 112 E 32 (M112.947)                    | M 112 E 32 ML (M112.960)             |
| Motor                                      | Reihenvierzylinder                       | Reihenvierzylinder                   | Reihenvierzylinder                       | Reihenvierzylinder                       | Reihenvierzylinder                       | V-Sechszylinder                          | V-Sechszylinder                      |
| Aufladung                                  | ―                                        | Kompressor                           | Kompressor                               | Kompressor                               | Kompressor                               | ―                                        | Kompressor                           |
| Ventile/pro Zylinder                       | 16/4                                     | 16/4                                 | 16/4                                     | 16/4                                     | 16/4                                     | 18/3                                     | 18/3                                 |
| Hubraum                                    | 1998 cm³                                 | 1998 cm³                             | 1998 cm³                                 | 2295 cm³                                 | 2295 cm³                                 | 3199 cm³                                 | 3199 cm³                             |
| Bohrung × Hub                              | 89,9 mm × 78,7 mm                        | 89,9 mm × 78,7 mm                    | 89,9 mm × 78,7 mm                        | 90,9 mm × 88,4 mm                        | 90,9 mm × 88,4 mm                        | 89,9 mm × 84,0 mm                        | 89,9 mm × 84,0 mm                    |
| Verdichtung                                | 10,4 : 1                                 | 8,5 : 1                              | 9,5 : 1                                  | 8,8 : 1                                  | 9,0 : 1                                  | 10,0 : 1                                 | 9,0 : 1                              |
| Leistung bei 1/min                         | 100 kW (136 PS) bei 5500                 | 141 kW (192 PS) bei 5300             | 120 kW (163 PS) bei 5300                 | 142 kW (193 PS) bei 5300                 | 145 kW (197 PS) bei 5500                 | 160 kW (218 PS) bei 5700                 | 260 kW (354 PS) bei 6100             |
| Max. Drehmoment bei 1/min                  | 190 Nm bei 3700–4500                     | 270 Nm bei 2500–4800                 | 230 Nm bei 2500–4800                     | 280 Nm bei 2500–4800                     | 280 Nm bei 2500–5000                     | 310 Nm bei 3000–4600                     | 420 Nm bei 3000–4600                 |
| Antriebsart                                | Hinterradantrieb                         | Hinterradantrieb                     | Hinterradantrieb                         | Hinterradantrieb                         | Hinterradantrieb                         | Hinterradantrieb                         | Hinterradantrieb                     |
| Getriebe, serienmäßig (optional)           | 5-Gang-Schaltgetriebe (5-Gang-Automatik) | 5-Gang-Schaltgetriebe                | 6-Gang-Schaltgetriebe (5-Gang-Automatik) | 5-Gang-Schaltgetriebe (5-Gang-Automatik) | 6-Gang-Schaltgetriebe (5-Gang-Automatik) | 6-Gang-Schaltgetriebe (5-Gang-Automatik) | 5-Gang-Automatik                     |
| Höchstgeschwindigkeit                      | 208 km/h (203 km/h)                      | 231 km/h                             | 223 km/h (220 km/h)                      | 231 km/h (227 km/h)                      | 240 km/h (237 km/h)                      | 245 km/h (242 km/h)                      | 250 km/h abgeregelt                  |
| Beschleunigung 0–100 km/h                  | 9,3 s (9,7 s)                            | 7,7 s                                | 8,2 s (8,5 s)                            | 7,4 s (7,3 s)                            | 7,2 s (7,3 s)                            | 6,9 s                                    | 5,2 s                                |
| Leergewicht                                | 1270 kg                                  | 1325 kg                              | 1365 kg                                  | 1325 kg                                  | 1385 kg                                  | 1405 kg                                  | 1495 kg                              |
| Zulässiges Gesamtgewicht                   | 1530 kg                                  | 1585 kg                              | 1625 kg                                  | 1585 kg                                  | 1645 kg                                  | 1665 kg                                  | 1755 kg                              |
| Wendekreis Durchmesser                     | 10,58 m                                  | 10,58 m                              | 10,58 m                                  | 10,58 m                                  | 10,58 m                                  | 10,58 m                                  | 10,58 m                              |
| Kraftstofftankinhalt/davon Reserve         | 53 l/8 l                                 | 53 l/8 l                             | 60 l/8 l                                 | 53 l/8 l                                 | 60 l/8 l                                 | 60 l/8 l                                 | 60 l/8 l                             |
| Verbrauch kombiniert                       | 9,1 l/100 km (9,3 l/100 km)              | 9,2 l/100 km                         | 9,6 l/100 km (9,2 l/100 km)              | 9,3 l/100 km (9,5 l/100 km)              | 9,8 l/100 km (9,4 l/100 km)              | 11,1 l/100 km (10,8 l/100 km)            | 11,2 l/100 km                        |
| Verbrauch innerorts                        | 12,9 l/100 km                            | 13,2 l/100 km                        | 13,8 l/100 km                            | 13,3 l/100 km                            | 14,1 l/100 km                            | 16,4 l/100 km                            | 16,4 l/100 km                        |
| Verbrauch außerorts                        | 6,9 l/100 km                             | 6,9 l/100 km                         | 7,2 l/100 km                             | 7,0 l/100 km                             | 7,3 l/100 km                             | 8,0 l/100 km                             | 8,4 l/100 km                         |
| CO2-Emission                               | 217 g/km (220 g/km)                      | k. A.                                | 231 g/km (221 g/km)                      | 220 g/km (225 g/km)                      | 236 g/km (226 g/km)                      | 267 g/km (259 g/km)                      | 268 g/km                             |
| Bremsen                                    | Scheibenbremsen (innenbelüftet), ABS     | Scheibenbremsen (innenbelüftet), ABS | Scheibenbremsen (innenbelüftet), ABS     | Scheibenbremsen (innenbelüftet), ABS     | Scheibenbremsen (innenbelüftet), ABS     | Scheibenbremsen (innenbelüftet), ABS     | Scheibenbremsen (innenbelüftet), ABS |
| Maße in L × B × H                          | 3995 mm × 1715 mm × 1284 mm              | 4010 mm × 1715 mm × 1289 mm          | 3995 mm × 1715 mm × 1289 mm              | 3995 mm × 1715 mm × 1289 mm              | 4010 mm × 1715 mm × 1289 mm              | 4010 mm × 1715 mm × 1289 mm              | 4010 mm × 1715 mm × 1289 mm          |
| Kofferraumvolumen (Dach offen/geschlossen) | 145/348 l                                | 145/348 l                            | 145/348 l                                | 145/348 l                                | 145/348 l                                | 145/348 l                                | 145/348 l                            |

Die Angaben in Klammern ( ) ab Getriebe (optional) beziehen sich auf Fahrzeuge mit Automatikgetriebe
* Die Motorbezeichnung ist wie folgt verschlüsselt:
M = Motor (Otto), Baureihe = 3-stellig, E = Saugrohreinspritzung, Hubraum = Deziliter (gerundet), ML = Kompressor, EVO = Evolution

## Schwachstellen
Auch beim R 170 treten sowohl hersteller- als auch baureihentypische Probleme auf, welche in Kennerkreisen diskutiert und dokumentiert werden.

### Motor und Getriebe
Generell gelten die Motoren der Baureihen M 111 (R4) und M 112 (V6) als sehr zuverlässig. Bei den Vierzylindermotoren ist allerdings, trotz Duplexkettentrieb, die Überprüfung der Steuerzeiten (ca. ab 150.000 km) anzuraten und ggf. ein Kettenwechsel vorzunehmen. Weiterhin kann die Zylinderkopfdichtung bei höheren Laufleistungen undicht werden. Dies zeigt sich meist durch Wasserverlust hinter dem vierten Zylinder. Der M-111-EVO-Motor in den Mopf-Modellen neigt zur Verölung des Motorkabelbaums/Motorsteuergerätes durch Öleintrag über den Nockenwellenverstellmagnet (Einlassseite). Hierzu wurde seitens Mercedes-Benz nachträglich eigens ein Ölstoppkabel eingeführt. Der Kompressor der M-111-Motoren im Vormopf wird über eine Magnetkupplung zugeschaltet. Diese kann bei sehr hohen Laufleistungen verschleißen und auch Schäden durch Kurzschluss im Motorsteuergerät verursachen.
Die Getriebe (5-Gang Automatik, 5-/6-Gang Schaltgetriebe) gelten als sehr zuverlässig und robust, beim 6-Gang Schaltgetriebe im Mopf wird jedoch häufig ein hakelndes Schaltverhalten kritisiert. Trotz der damaligen seitens Mercedes-Benz propagierten Lifetime-Füllung der Öle ist generell ein Getriebeölwechsel anzuraten.

### Karosserie
Wie viele Mercedes-Baureihen ab Mitte der 1990er bis ins Jahr 2007 (z. B. die Baureihen 202, 203, 208, 210, 211) kann auch der R 170, besonders beim Ganzjahresbetrieb, von relativ starkem Rostbefall betroffen sein. Der Rost zeigt sich häufig an Kanten der Radläufe und Kotflügel (inkl. deren Haltern); Heckdeckel, Türen und Motorhaube können aber ebenfalls betroffen sein. Auch kann der Unterboden, oft nicht sichtbar unter der Versiegelung, von Rost befallen sein. Ausbesserungen helfen meist nur befristet.

### Interieur / Variodach
Die Sitze in beiden Modellen gelten als nicht sonderlich bequem. Bei den Mopf-Modellen mit Sitzheizung kann die elektrische Leitung in der Rückenlehne brechen und einen Ausfall verursachen. Generell ist die Strapazierung der äußeren Sitzwange vor allem des Fahrersitzes auch beim R 170 typisch.
Der verwendete Softlack ist bei vielen Modellen sehr anfällig gegen Beschädigungen und wird klebrig. Kratzer und das Abblättern des Lacks sind typisch und unvermeidbar. Die verbauten Plastikverkleidungen sind anfällig für Risse und Beschädigungen an deren Haltern.
Der Hydraulikzylinder der Variodachentriegelung im vorderen Bereich nahe der Frontscheibe neigt zur Undichtigkeit. Die Folge ist ein von Hydrauliköl verschmutzter Dachhimmel.
Die Kabelverlegung im Variodach liegt im Knickbereich zwischen Dach und Heckscheibe. Dadurch können langfristig die Kabel beschädigt werden und die Funktion des Daches setzt aus.

### Elektrik / Steuergeräte
Die Steuergeräte gelten als zuverlässig gemäß den allgemein typischen Ausfallraten.
Die Elektrik ist vergleichsweise unauffällig. Glühlampen verschleißen etwas vermehrt und korrodierte Lampenträger im Heck können zu Beleuchtungsfehlermeldungen führen.
Der Bremslichtschalter, der Querbeschleunigungssensor des elektronischen Stabilitätsprogramms (ESP) sowie das Lichtmodul sind typische Kandidaten für Defekte.
Eine Relaiseinheit mit fünf Relais (Schaltplanbezeichnung „K40“), zuständig für die Spannungsversorgung verschiedener Motorkomponenten, weist vermehrt beim Vormopf kalte Lötstellen auf und führt zu Startproblemen.
Die PSE (Pneumatische Steuereinheit) der Zentralverriegelung seitlich im Kofferraum wird oft durch Wassereintritt wegen verstopfter Heckabläufe beschädigt.
Bei Fremdstarthilfe kann es zu Überspannungen kommen, wodurch das Kombiinstrument beschädigt werden kann.

### Ersatzteilsituation
Originalteile sind teilweise nicht mehr lieferbar bzw. es bestehen nur noch Restbestände (vermehrt beim Interieur sowie Abdichtungen).